# 长舌千里光
长舌千里光（学名：Senecio arachnanthus）为菊科千里光属的植物，为中国的特有植物。分布于中国大陆的云南等地，生长于海拔3,000米的地区，见于林中潮湿处及溪边，目前尚未由人工引种栽培。